# Бринці-Загірні
Бринці-Загірні — село в Україні, у Стрийському районі Львівської області. Населення становить 219 осіб. Орган місцевого самоврядування — Ходорівська міська рада.

## Відомі люди
У 1876 році у селі народився польський військовий діяч, генерал дивізії Війська польського і депутат Сейму Польської Республіки Болеслав Роя.